# Seznam norveških kolesarjev
Seznam norveških kolesarjev.

## A
- Ludvig Aasheim
- Jonas Abrahamsen
- Susanne Andersen
- Kurt Asle Arvesen

## B
- Sven Erik Bystrøm

## D
- André Drege

## E
- Odd Christian Eiking
- Sondre Holst Enger

## G
- Fredrik Strand Galta

## H
- Edvald Boasson Hagen
- Thor Hushovd

## K
- Knut Knudsen
- Alexander Kristoff

## L
- Vegard Stake Laengen
- Eirik Lunder

## N
- Lars Petter Nordhaug

## S
- Kristoffer Skjerping

## T
- Rasmus Fossum Tiller

## W
- Søren Wærenskjold